# Lennart Green (fotograf)
Bror Lennart Green, född 1 juni 1913 i Haparanda, död 4 januari 2007, var en svensk fotograf, filmfotograf och regissör.

## Biografi
Lennart Green var son till seminarieläraren Bror Green och fotografen Mia Green. Han flyttade från Haparanda i unga år. 1933 bodde han i Berlin där han studerade fotografi. Några år senare flyttade han till Paris, där han träffade sin blivande hustru Jeanne Le Flem, som var dotter till kompositören Paul Le Flem. Under andra världskriget blev han inkallad och återvände till Haparanda där han gjorde sin militärtjänst. Makarna Greens första barn Walter Green föddes 1940 i Boden och dottern Marika Green 1943 i Stockholm. Familjen flyttade tillbaka till Paris 1953. I slutet av 1960-talet flyttade makarna Green till Bretagne. Skådespelaren Eva Green är hans sondotter.

## Arbeten
Lennart Green fotograferade många av dåtidens kulturpersonligheter, exempelvis Albert Camus, Brigitte Bardot, Orson Welles, Marc Chagall, Sophia Loren, Françoise Sagan, Jean Seberg, Salvador Dalí och Barbara..
Green var filmfotograf för kortfilmerna Jag lär mig flyga (1952), Stockholmssöndag (1952) och Det var på Capri (1954). För den sistnämnda filmen var han även regissör. 